# Anastasia Zakharova
Anastasia Zakharova (nació el 18 de enero de 2002) es una tenista rusa.
Zakharova tiene un ranking de individuales WTA más alto de su carrera, N.º 210, logrado el 27 de septiembre de 2021. También tiene un ranking WTA más alto de su carrera, N.º 316 en dobles, logrado el 14 de junio de 2021.
Zakharova hizo su debut en el cuadro principal de la WTA en el Abierto de Polonia de la WTA 2021, donde recibió la entrada al cuadro principal de individual como perdedor afortunado.
Zakharova hizo su debut en el cuadro principal de Grand Slam en el Abierto de Australia 2024, después de pasar la clasificación además ganaría su partido de primera ronda y así ganar su primer partido de Grand Slam.

## Títulos WTA (0; 0+0)

### Dobles (0)
| Leyenda              |
| Grand Slam (0)       |
| Juegos Olímpicos (0) |
| WTA Finals (0)       |
| WTA 1000 (0)         |
| WTA 500 (0)          |
| WTA 250 (0)          |

#### Finalista (3)
| N.º | Fecha                    | Torneo   | Superficie | Pareja           | Oponentes en la final               | Resultado        |
| --- | ------------------------ | -------- | ---------- | ---------------- | ----------------------------------- | ---------------- |
| 1.  | 2 de octubre de 2021     | Astaná   | Dura (i)   | Angelina Gabueva | Anna-Lena Friedsam Monica Niculescu | 2-6, 6-4, [5-10] |
| 2.  | 31 de julio de 2022      | Praga    | Dura       | Angelina Gabueva | Anastasia Potapova Yana Sizikova    | 3-6, 4-6         |
| 3.  | 14 de septiembre de 2024 | Monastir | Dura       | Alina Korneeva   | Anna Blinkova Mayar Sherif          | 6-2, 1-6, [8-10] |